# I-372 (tàu ngầm Nhật)
I-372 là một tàu ngầm vận tải thuộc lớp Type D1 được Hải quân Đế quốc Nhật Bản chế tạo vào giai đoạn cuối Chiến tranh Thế giới thứ hai. Nhập biên chế năm 1944, nó thực hiện các chuyến vận tải giữa Nhật Bản đến các căn cứ tại các đảo bị cô lập, cho đến khi bị máy bay từ các tàu sân bay USS Essex, USS Randolph, USS Shangri-La và USS Belleau Wood thuộc Lực lượng Đặc nhiệm 38 Hải quân Hoa Kỳ đánh chìm tại Yokosuka vào ngày 18 tháng 7, 1945.

## Thiết kế và chế tạo

### Thiết kế
Thoạt tiên dự định là chiếc dẫn đầu của Type D Cải tiến (lớp I-373), tuy nhiên do Hải quân Nhật Bản cần có một tàu ngầm càng sớm càng tốt, nên I-372 được chế tạo như một tàu ngầm chở dầu dựa theo thiết kế của I-361 được sửa đổi. Chúng có trọng lượng choán nước 1.808 tấn (1.779 tấn Anh) khi nổi và 2.251 tấn (2.215 tấn Anh) khi lặn, lườn tàu có chiều dài 73,5 m (241 ft 2 in), mạn tàu rộng 8,9 m (29 ft 2 in) và mớn nước sâu 4,46 m (14 ft 8 in). Con tàu có thể lặn sâu đến 75 m (246 ft), và có khả năng vận chuyển 85 tấn hàng hóa cùng mang theo hai xuồng đổ bộ Daihatsu.
Tàu ngầm Type D1 được trang bị hai động cơ diesel Kampon Mk.23B Model 8 tổng công suất 1.850 mã lực phanh (1.380 kW), mỗi chiếc vận hành một trục chân vịt. Khi lặn, mỗi trục được vận hành bởi một động cơ điện công suất 600 mã lực (447 kW). Khi di chuyển trên mặt nước nó đạt tốc độ tối đa 13 hải lý trên giờ (24 km/h; 15 mph) và 6,5 hải lý trên giờ (12,0 km/h; 7,5 mph) khi lặn dưới nước, tầm xa hoạt động của Type D1 là 15.000 hải lý (28.000 km; 17.000 mi) ở tốc độ 10 hải lý trên giờ (19 km/h; 12 mph), và có thể lặn xa 120 nmi (220 km; 140 mi) ở tốc độ 3 hải lý trên giờ (5,6 km/h; 3,5 mph).
Type D1 nguyên bản không được trang bị các ống phóng ngư lôi. Vũ khí trên boong tàu bao gồm một khẩu hải pháo 14 cm (5,5 in), cùng một pháo phòng không 25 mm Type 96 nòng đôi.

### Chế tạo
I-372 được đặt lườn như là chiếc Tàu ngầm số 2961 tại Xưởng vũ khí Hải quân Yokosuka ớ Yokosuka vào ngày 10 tháng 2, 1943. Nó được đổi tên thành I-372 đồng thời được hạ thủy cùng vào ngày 26 tháng 6, 1944. Con tàu hoàn tất và nhập biên chế vào ngày 8 tháng 11, 1944, dưới quyền chỉ huy của Đại úy Hải quân Matsushita Hiroshi.

## Lịch sử hoạt động
Sau khi nhập biên chế, I-372 được phối thuộc cùng Quân khu Hải quân Sasebo, và được điều về Hải đội Tàu ngầm 11 để chạy thử máy huấn luyện. Sau khi hoàn tất nó được điều sang Hải đội Tàu ngầm 7 từ ngày 7 tháng 1, 1945,
Vào ngày 8 tháng 2, I-372 khởi hành từ Yokosuka để đi sang Takao (nay là Cao Hùng) thuộc Đài Loan cho chuyến đi vận tải đầu tiên, giải cứu những phi công Lục quân bị mắc kẹt lại tại Batulinao ở khu vực Aparri phía Bắc đảo Luzon Philippines, khi lực lượng Nhật Bản thất bại trong Chiến dịch Philippines. Tuy nhiên sau khi các tàu ngầm Ro-112 và Ro-113 bị mất khi trong một nỗ lực giải cứu những phi công này, kế hoạch bị hủy bỏ và I-372 được lệnh quay trở về Nhật Bản, đi đến Kure, Hiroshima vào ngày 14 tháng 2.
Sau đó phía Nhật Bản dự định gửi I-372 đến Iwo Jima với một chuyến hàng hóa là đạn pháo, nhưng ý định bị hủy bỏ. Thay vào đó từ ngày 16 tháng 2, con tàu được cải biến tại Xưởng vũ khí Hải quân Kure thành một tàu ngầm chở dầu, có khả năng vận chuyển 90 tấn xăng máy bay. Trong quá trình cải biến, nó cũng có thể đã được trang bị ống hơi. Vào giữa tháng 3, I-372 di chuyển đến Yokosuka, và khi Hải đội Tàu ngầm 7 được giải thể vào ngày 20 tháng 3, nó được điều sang Hải đội Tàu ngầm 16 cùng các chiếc I-369, Ha-101, Ha-102 và Ha-104.
Vào ngày 1 tháng 4, I-372 xuất phát từ Yokosuka cho chuyến đi vận tải thứ hai hướng sang đảo Wake. Vào ngày 4 tháng 4, Đơn vị Vô tuyến Hạm đội, Melbourne (FRUMEL: Fleet Radio Unit, Melbourne), một đơn vị tình báo tín hiệu Đồng Minh đặt căn cứ tại Melbourne, Australia, báo cáo chặn được và giải mã một bức điện cho thấy một tàu ngầm Nhật Bản sẽ đi đến đảo Wake vào ngày 17 tháng 4, bắt đầu chất dỡ hàng hóa trong những đêm tiếp theo. Tàu ngầm Hải quân Hoa Kỳ USS Sea Owl được báo động về sự kiện này lúc 04 giờ 00 ngày 16 tháng 4, nên đã di chuyển để đánh chặn tàu ngầm đối phương.
Vào ngày 18 tháng 4, Sea Owl phát hiện I-372 qua radar ở vị trí 7 nmi (13 km) về phía Tây Bắc Wake. Máy dò radar của I-372 đã không phát hiện được sóng radar của Sea Owl, và I-372 thả neo tại Wake mà không biết rằng lực lượng Đồng Minh đang có mặt trong khu vực. Sea Owl tiếp cận khu vực neo đậu, và từ khoảng cách 1.600 yd (1.500 m) đã phóng ba quả ngư lôi tấn công I-372. Hai quả đã không kích nổ, còn quả thứ ba trượt khỏi I-372 và đánh trúng bến tàu của Wake. I-372 phải lặn khẩn cấp để ẩn nấp, còn Sea Owl được ghi công nhầm đã đánh chìm được tàu ngầm Ro-56. I-372 chỉ nổi trở lên mặt nước vào ngày hôm sau 19 tháng 4, hoàn tất việc chất dỡ hàng hóa, bao gồm đủ gạo cho lực lượng đồn trú tại Wake trong mười ngày, và tiếp nhận 29 hành khách. Nó lên đường cho chặng quay trở về, đi đến Yokosuka vào ngày 29 tháng 4.
Chuyến đi vận tải tiếp theo của I-372, xuất phát từ Yokosuka vào ngày 15 tháng 6, tiếp tục vận chuyển tiếp liệu cho đảo Wake. Một lần nữa đơn vị FRUMEL lại chặn và giải mã được bức điện, nắm được hành trình và điểm đến của chiếc tàu ngầm. Tuy nhiên lần này nó né tránh không bị đối phương phát hiện, đi đến Wake vào ngày 28 tháng 6, và quay trở về Yokosuka vào ngày 10 tháng 7.
Trong đợt không kích của Lực lượng Đặc nhiệm 38 Hải quân Hoa Kỳ xuống căn cứ Yokosuka vào ngày 18 tháng 7, I-372 bị tấn công bởi máy bay ném bom-ngư lôi TBM Avenger và máy bay tiêm kích F6F Hellcat xuất phát từ các tàu sân bay USS Essex, USS Randolph, USS Shangri-La và USS Belleau Wood. Cuộc tấn công đã khiến một thủy thủ thiệt mạng, và một quả bom ném xuống sát con tàu phía giữa tàu đã làm thủng khoang chứa hàng bên mạn phải, khiến con tàu chìm dần. I-372 được xem là tổn thất toàn bộ nên không được trục vớt. Tên nó được cho rút khỏi đăng bạ hải quân vào ngày 15 tháng 9, 1945.
Sau chiến tranh xác tàu được trục vớt, kéo ra vùng nước sâu và đánh đắm vào tháng 8, 1946.